# Wierchnij Jenangsk
Wierchnij Jenangsk (ros. Верхний Енангск) – wieś (sieło) w Rosji, w rejonie kiczmiengsko-gorodieckim obwodu wołogodzkiego. W 2021 r. była niezamieszkana.